# Dolina Mierzawy
Dolina Mierzawy este o arie protejată (sit de importanță comunitară — SCI) din Polonia întinsă pe o suprafață de 1.320,15 ha, integral pe uscat.

## Localizare
Centrul sitului Dolina Mierzawy este situat la coordonatele 50°31′16″N 20°18′13″E / 50.5212°N 20.3036°E.

## Înființare
Situl Dolina Mierzawy a fost declarat sit de importanță comunitară în octombrie 2009 pentru a proteja 1 specie de plante și 10 specii de animale.

## Biodiversitate
Situată în ecoregiunea continentală, aria protejată conține 6 habitate naturale: Pajiști uscate seminaturale și facies de acoperire cu tufișuri pe substraturi calcaroase (Festuco-Brometalia) (* situri importante pentru orhidee), Pajiști cu Molinia pe soluri calcaroase, turboase sau argilos-nămoloase (Molinion caeruleae), Fânețe de joasă altitudine (Alopecurus pratensis, Sanguisorba officinalis), Mlaștini alcaline, Păduri de stejar și carpen Galio-Carpinetum, Păduri aluvionare cu Alnus glutinosa și Fraxinus excelsior (Alno-Padion, Alnion incanae, Salicion albae).
La baza desemnării sitului se află mai multe specii protejate:
- plante (1): moșișoare (Liparis loeselii)
- amfibieni (1): buhai de baltă cu burta roșie (Bombina bombina)
- mamifere (2): castor (Castor fiber), vidră de râu (Lutra lutra)
- nevertebrate (4): fluturele purpuriu (Lycaena dispar), Lycaena helle, Ophiogomphus cecilia, Phengaris teleius
- pești (3): zglăvoacă (Cottus gobio), Eudontomyzon mariae, cicar (Lampetra planeri)